# Begonia argenteomarginata
Espèce
Begonia argenteomarginata est une espèce de plantes de la famille des Begoniaceae.
L'espèce fait partie de la section Symbegonia.
Elle a été décrite en 2004 par Mark C. Tebbitt.

## Répartition géographique
Cette espèce est originaire de Papouasie-Nouvelle-Guinée.